# Titularbistum Tagarbala
Tagarbala war eine antike Stadt in der römischen Provinz Byzacena bzw. Africa proconsularis in der Sahelregion von Tunesien.
Tagarbala ist ein ehemaliges Bistum der römisch-katholischen Kirche und heute ein Titularbistum.
| Titularbischöfe von Tagarbala |                                                    |                                                       |                   |                    |
| Nr.                           | Name                                               | Amt                                                   | von               | bis                |
| 1                             | John Lawrence May                                  | Weihbischof in Chicago (USA)                          | 16. Juni 1967     | 29. September 1969 |
| 2                             | Caetano Antônio Lima dos Santos OFMCap             | emeritierter Bischof von Ilhéus (Brasilien)           | 19. Dezember 1969 | 1970               |
| 3                             | Eduardo André Muaca Titularerzbischof pro hac vice | Koadjutorerzbischof von Luanda (Angola)               | 10. August 1975   | 19. Dezember 1975  |
| 4                             | Gerard Alfons Kusz                                 | Weihbischof in Oppeln Weihbischof in Gleiwitz (Polen) | 8. Juli 1985      | 15. März 2021      |
| 5                             | Joseph Espaillat                                   | Weihbischof in New York (USA)                         | 25. Januar 2022   |                    |